# Manulea minor
Manulea minor är en flenörtsväxtart som beskrevs av Friedrich Ludwig Diels. Manulea minor ingår i släktet Manulea och familjen flenörtsväxter. Inga underarter finns listade i Catalogue of Life.